# Lonchocarpus retiferus
Lonchocarpus retiferus là một loài rau đậu thuộc họ Fabaceae.
Loài này có ở Honduras và Nicaragua.